# Oxyrrhynchium schleicheri
Oxyrrhynchium schleicheri là một loài Rêu trong họ Brachytheciaceae. Loài này được (R. Hedw.) Roll mô tả khoa học đầu tiên năm 1915.